# بصريات متكيفة

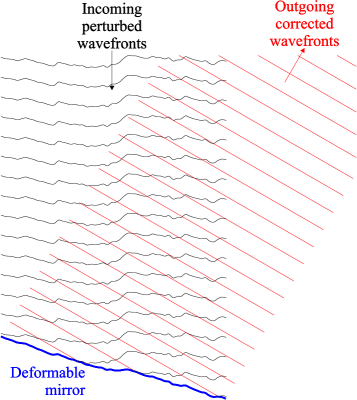
يمكن استخدام مرآة مرنة تقوم بمعادلة مقدمة موجة الضوء الساقطة على التلسكوب .يتحكم في المرآة تغيرات تحدث في شعاع "عياري" من الليزر يرسله التلسكوب إلى الجو.

البصريات المكيفة (بالإنجليزية: Adaptive optics)‏ في علم الفلك، هي تقنية ابتكرت بغرض تحسين تصوير الرصد الفلكي عن طريق خفض توترات الموجات الضوئية القادمة من الأجرام السماوية، تلك التوترات التي تحدث في جو الأرض.
وهي تقنية ستخدم في التلسكوبات الأرضية وفي الاتصالات بالليزر، وأجهزة الرؤية بالعين.
ويجرى التكييف البصري عن طريق قياس الخلخلة في مقدمة الموجة الضوئية ومعادلته عن طريق تغييرات مناسبة نحدثها آليا في المرآة (المرنة) بحيث نصل إلى صورة كاملة الوضوح. ويتبين ذلك من الرسم التوضيحي المذكور.
وقد اقترح تلك الطريقة هوراس بابكوك عام 1953، إلا أن ذلك لم يتتحقق إلا بعد التطور الكبير الذي حدث في الحاسوب فجعل تطبيق الفكرة ممكنا، وهي تقنية تستخدم بالفعل منذ عام 1990.
ولا يجب الغلط بين البصريات المكيفة والبصريات النشطة، فالإخيرة تعمل على زمن طويل بغرض تصحيح شكل المرآة.

## طريقة عمل التكييف الضوئي

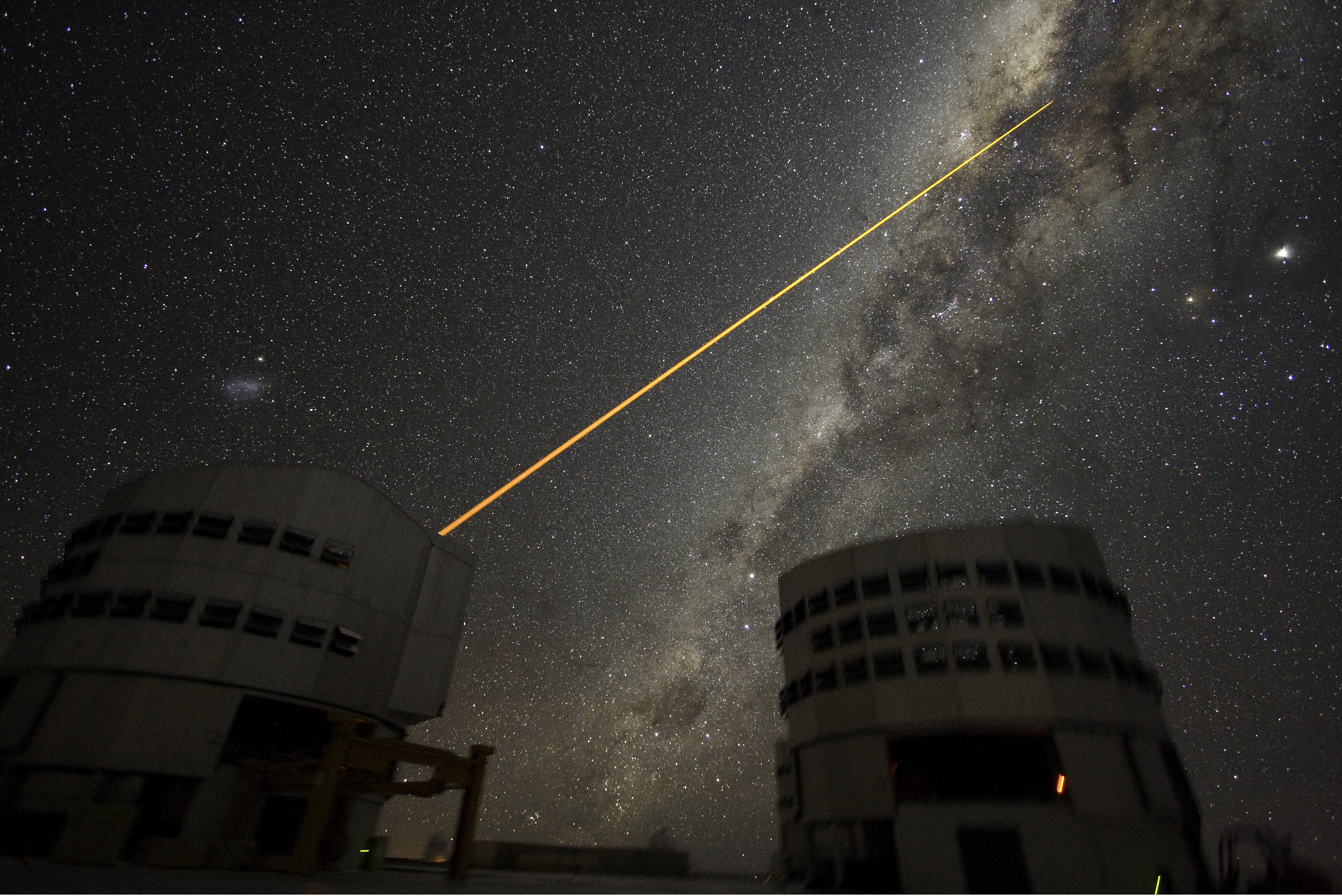
الفلكيون العاملون على التلسكوب العظيم في تشيلي يستخدمون بصريات مكيفة.

يتكون التكييف الضوئي من ثلاثة أجزاء:
1) مستشعر مقدمة الموجة وهو جهاز يقوم بقياس الخلخلة في الموجة بسبب مرورها بهواء مختلف في درجة حرارته.
2) حاسوب يقوم بحساب إشارات تصحيحية لمقدمة الموجة معتمدا على بيانات المستشعر.
3) أجهزة تصحيحية يمكن بها معادلة الخلخلة في مقدمة الموجة، وعلى أبسط الأحوال تعديل ميل مقدمة الموجة (مشابها لتعديل ميل مكبس الطباعة).
وتستخدم تلك الثلاثة أجزاء المكونة لدورة تحكم  في الرصد الفلكي عدة مئات المرات في الثانية الواحدة.
وفي أبسط الحالات تكون الأجهزة التصحيحية مكونة من مرآة يمكن تمييلها على محورين متعامدين بحيث يمكن بها معادلة حركة الصورة الناجمة عن التأثيرات الجوية، من رياح وتغيرات في درجة الحرارة وتغيرات في كثافة الهواء.
أما تصحيحات أخرى من الدرجة الثانية، مثل الانحياز عن البؤرة، واستقطاب وغيرها فهذه تدخل في إطار البصريات النشطة، وتحتاج إلى تصحيح ضوئي فعلي مثل مرآة ذات سطح مرن يمكن تغييره أو مرآة من سائل بلوري.

## الفرق بين بصريات مكيفة والبصريات النشطة
يفرق في الفلك بين البصريات المكيفة والبصريات النشيطة من وجهة سرعة التحكم : ففي البصريات النشيطة يجري تعديل الخلخلة في الصورة بمعدل مرة في الثانية، أما في البصريات المكيفة بيجري التعديل مئات المرات في الثانية.
ويساعد على تنفيذ البصريات المكيفة وجود حواسيب تقوم بحساب الخلل سريعا وتصدر أوامر لمعدات دقيقة تقوم بالتصحيح بحيث تنتج صورة كاملة الوضوح.